# Новая Полтавка (Донецкая область)
Но́вая Полта́вка (укр. Нова Полтавка) — село в Краматорском районе Донецкой области Украины. До административно-территориальной реформы 2020 года входил в состав Константиновского района. Население по данным всеукраинской переписи 2001 года составляло 502 человека.
Перешло под контроль ВС РФ 18 мая 2025 года